# 長崎国旗事件
長崎国旗事件（ながさきこっきじけん）は1958年（昭和33年）5月2日に右翼団体の男が中華人民共和国国旗を引きずり下ろし毀損した事件である。

## 事件の概要

展覧会にあったものと同様の中華人民共和国国旗が描かれた切手の例（1950年）

以下は当時の報道慣習に従い、中華人民共和国を「中共」、中華民国（台湾）を「国府」と称する。
1958年（昭和33年）5月2日に長崎県長崎市にある浜屋デパート4階の催事会場で、日中友好協会長崎支部の主催で「中国切手・切り紙展覧会」が催された。
会場入口付近の天井に中華人民共和国の国旗である五星紅旗（縦120cm、横150cm）が天井から針金で吊るされ、主催者は「会場の展示物が全部中共のものなので一つは雰囲気を出すためと、一つは切手同様の展示品の意味合いがあった」と語る。この国旗掲揚について、国府からの抗議に即して在長崎中華民国領事館から「国際法上非合法な国旗であり、掲揚は日本と国府との友好関係に悪影響を与える」と警告されていた。
右翼団体に属する日本人の28歳の男が乱入し、会場内に掲げられていた五星紅旗を引きずり降ろして毀損した。旗は破れておらず、事情聴取ののちに器物損壊で書類送検され、12月3日に軽犯罪法の「みだりに他人の看板を取り除いた」ことで科料500円の略式命令に処された。
当時の日本政府は国府を国家として承認していたことから五星紅旗は保護の対象ではなく、在長崎中華民国領事館の要請に応じ、当該犯人は刑法で規定された外国国章損壊罪（外国政府による親告罪）よりも軽微に処分された。
中共は、日本政府及び当時の岸信介首相の対応を厳しく批判して制裁的に対応した。5月9日に陳毅副総理兼外交部長は日本と貿易を中止する旨を声明し、当時進められていた対中鉄鋼輸出の契約を破棄した。1960年12月に友好商社限定で取引が再開されるまで約2年半、貿易が停止し、中国大陸と取引する商工業者らは大きく影響を受けた。文化交流も影響を受け、呉清源は中国の陳祖徳と陳錫明を日本に留学させる計画を進めていたが、事件の余波で立ち消えとなった。
朝日新聞は1958年5月11日の社説で、「外国国章損壊罪」の判例はないが、通説として「保護すべき国旗とはその国を象徴するものとして掲揚される公式の国旗のみを指し、装飾としての万国旗や歓迎用の小旗もしくは私的団体の掲げる旗は含まれない」として、今回の事件の国旗は「会場の装飾」にすぎず中国側の反応は過激すぎる、と批判した。
現在は台湾政府外交文書の公開により、事件は在長崎中華民国領事館が日本の右翼団体とひそかな連絡に基づいて日本の右翼団体が起こしたことが明らかになっている。

## 類似する事件
1956年7月に京劇俳優の梅蘭芳が来日した際に、大阪市内で関西華僑自由愛好同盟が抗議デモを催し、街宣車に掲揚されていた中華民国国旗の青天白日満地紅旗を取り去る事件が発生した。国府は処罰を要請して大阪地方検察庁が捜査したが、日本の民間個人が所有する国旗について持ち去りを外国国章損壊罪で処罰することは無理である、として不起訴に処した。